# Teddy Swims
Jaten Collin Dimsdale (n. 25 septembrie 1992, Atlanta, Georgia, SUA), cunoscut sub numele de scenă Teddy Swims, este un cântăreț, cantautor și rapper american. Cunoscut pentru muzica sa/lui care îmbină genurile muzicale: soul, country și pop a atras inițial fani prin cover-urile de pe canalul de YouTube în 2019 și 2020. A treia piesă extinsă, Tough Love (2022), a fost permisă să intre pe Billboard 200.
A devenit proeminent în 2023 cu cântecul "Lose Control", care a atins vârful în top zece în topuri din mai multe țări și a ajuns pe primul loc Billboard Hot 100 în anul următor. În 2024 MTV l-a numit «Push artists of February».

## Biografie

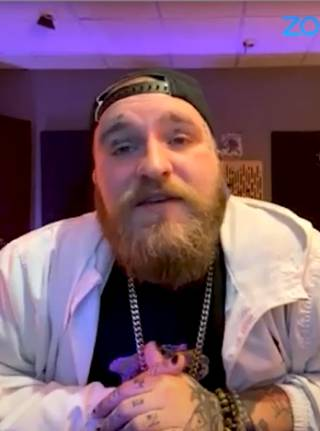
Jaten Dimsdale în 2021

Dimsdale s-a născut  pe 25 septembrie 1992. A crescut în Conyers, Georgia. Bunicul său matern a fost un pastor penticostal. Tatăl său l-a introdus în muzică soul la o vârstă foarte fragedă prin intermediul unor cântăreți inclusiv Stevie Wonder, Al Green și Marvin Gaye. Spune în interviuri că un profesor l-a introdus în muzică. L-a jucat pe Marvin Gaye la școală. Familia lui/sa era pasionată de fotbal american; juca de 10 ani în timp celui de-al doilea liceu Salem, unul dintre profesori i-a sugerat lui și colegilor săi să se înscrie la o oră de teatru muzical. Profesorul a spus că o să se alăture corului.

## Viața personală
La începutul anului 2025, alături de soția sa, Raiche Wright, a anunțat că așteaptă primul lor copil. La 27 iunie a anunțat nașterea micuțului.